# Steuerabzug bei Bauleistungen
Der Steuerabzug bei Bauleistungen (umgangssprachlich auch Bauabzugsteuer genannt) ist eine besondere Steuererhebungsform der Einkommensteuer bzw. Körperschaftsteuer in Deutschland. Die Bauabzugsteuer ist in den §§ 48 bis § 48d EStG geregelt. Die erhobene Bauabzugsteuer wird auf die vom Leistenden zu entrichtenden Lohnsteuern, Steuervorauszahlungen auf die Einkommensteuer oder Körperschaftsteuer angerechnet.

## Gesetzliche Grundlage
Die Bauabzugsteuer ist durch das Gesetz zur Eindämmung illegaler Betätigung im Baugewerbe vom 30. August 2001 eingeführt worden. Durch dieses Artikelgesetz sind entsprechende Vorschriften in die Abgabenordnung und das Einkommensteuergesetz eingefügt worden. Der Steuerabzug ist erstmals für Bauleistungen vorzunehmen, die nach dem 31. Dezember 2001 erbracht werden.

## Ziel
Die Eindämmung illegaler Beschäftigung war bereits früher Gegenstand von Gesetzgebungsvorhaben. Die Vorhaben bezogen sich u. a. auf eine frühzeitige Informationsbeschaffung durch Erweiterung der Meldepflichten sowie eine Sicherung des Steueraufkommens durch einen Steuerabzug an der Quelle im Rahmen des Abzugsverfahrens.
Mit dem Steuerentlastungsgesetz 1999/2000/2002 war zum 1. April 1999 eine Abzugsteuer auf Vergütungen an ausländische Dienstleistungserbringer (§ 50a Abs. 7 EStG) eingeführt worden. Danach war ein deutscher Auftraggeber verpflichtet, von Vergütungen an einen im Ausland ansässigen Werkunternehmer einen Abzug von 25 vom Hundert vorzunehmen und an das Finanzamt abzuführen. Nach Ansicht der EU-Kommission widersprach diese Regelung dem Grundsatz der Verhältnismäßigkeit und schränkte die Dienstleistungsfreiheit in der EU ein. Die Regelung ist daher durch das Steuerbereinigungsgesetz 1999 wieder aufgehoben worden.
Mit dem Wegfall der EU-Binnengrenzen und der größeren Durchlässigkeit der EU-Außengrenzen hat auch die illegale Beschäftigung zugenommen. Es hat sich gezeigt, dass die bestehenden gesetzlichen Regelungen zur Sicherstellung des Steueranspruchs, insbesondere gegenüber unseriösen Werkvertragsunternehmen und Werkvertragsarbeitnehmern, nicht ausreichen.
Steueransprüche können sowohl aufgrund der Lohnsteuer- bzw. Einkommensteuerpflicht der illegal eingesetzten Arbeitnehmer entstehen als auch aufgrund der Einkommensteuer-/ Körperschaftsteuerpflicht des im Inland tätigen (Sub-)Unternehmens selbst. Verschleierungs- und Hinterziehungsmodelle der hoch mobil agierenden Unternehmen werden auf dem Markt angeboten. Dabei wird die komplexe Rechtsmaterie, die meistens auch internationale Dimensionen aufweist, ausgenutzt. Das Dilemma der Steuerverwaltung besteht darin, dass sie häufig nicht oder zu spät Kenntnis von den illegalen Aktivitäten unseriöser Unternehmen erhält. Selbst wenn sie Kenntnis erhält, können oft nicht sofort die notwendigen Schritte eingeleitet werden. Außerdem lassen sich im Nachhinein Art und Umfang der Tätigkeit oft nicht mehr feststellen, Verantwortliche sind nicht mehr greifbar, Ermittlungs- und Vollstreckungsversuche bleiben erfolglos.

## Begriff der Bauleistung
Unter dem Begriff der Bauleistungen versteht man gemäß § 48 Abs. 1 Satz 3 EStG alle Leistungen, die der Herstellung, Instandsetzung, Instandhaltung, Änderung oder Beseitigung von Bauwerken dienen.

## Steuerabzug durch den Leistungsempfänger
Erbringt jemand im Inland eine Bauleistung (Leistender) an einen Unternehmer im Sinne des Umsatzsteuergesetzes oder an eine juristische Person des öffentlichen Rechts (Leistungsempfänger), ist der Leistungsempfänger verpflichtet, von der Gegenleistung einen Steuerabzug in Höhe von 15 Prozent für Rechnung des Leistenden vorzunehmen (= Bauabzugsteuer) und an das Finanzamt abzuführen.
Der Steuerabzug muss nicht vorgenommen werden, wenn der Leistende dem Leistungsempfänger eine im Zeitpunkt der Gegenleistung gültige Freistellungsbescheinigung vorlegt. Die Bauabzugsteuer ist nicht zu erheben, wenn die Gegenleistung im laufenden Kalenderjahr 5.000 € voraussichtlich nicht übersteigen wird. Diese Freigrenze erhöht sich auf 15.000 €, wenn der Leistungsempfänger ausschließlich umsatzsteuerfreie Vermietungsumsätze erbringt.
Vermietet der Leistungsempfänger nicht mehr als zwei Wohnungen, so ist er für vom Steuerabzug in Bezug auf diese beiden Wohnungen befreit.
Der Leistungsempfänger muss die einbehaltene Bauabzugsteuer bis zum 10. Tag des folgenden Monats bei dem für den Leistenden zuständigen Finanzamt anmelden und sie dorthin abführen. Der Leistungsempfänger muss mit dem Leistenden über den Steuerabzug abrechnen und auf der Abrechnung den Namen und die Anschrift des Leistenden, den Rechnungsbetrag, das Rechnungsdatum, den Zahlungstag und die Höhe des Steuerabzuges und das Finanzamt, bei dem der Abzugsbetrag angemeldet worden ist, angeben.